# マイクロソフト
マイクロソフト（英: Microsoft Corporation）とは、アメリカ合衆国ワシントン州に本社を置く、ソフトウェアの開発・販売を中心に、ハードウェアの開発・販売やクラウドサービス事業などを展開している企業である。1975年にビル・ゲイツとポール・アレンによって創業された。2024年2月、一時時価総額が世界1位となったが、2025年2月現在は3位となっている。
1985年にパソコン用OSのWindowsを開発。1990年にWindows向けのオフィスソフトとしてMicrosoft Officeを販売。1995年にウェブブラウザのInternet Explorerをリリース。2001年に家庭用ゲーム機のXboxを販売。2009年に検索エンジンのBingを設立。2010年にクラウドサービスとしてAzureを開始。2015年7月15日Microsoft Edgeを開発、そして展開。

## 歴史
社名はマイクロコンピュータとソフトウェアに由来する。当初は世に登場して間もない8ビットのマイクロプロセッサを搭載したコンピュータ「アルテア (Altair)」上で動く、BASICインタプリタ「Altair BASIC」の開発・販売で成功を収めた。
当初はネイティブ環境（カセットテープベースでオペレーティングシステムはなくROM-BASICに近い環境のもの）だったが、CP/Mが標準プラットフォームとなると、CP/MベースのMBASICを発表する。グラフィックス機能をつけたGBASIC、16ビット用のGWBASICが登場する。なお、GWのWは16ビット（=2バイト）を意味するダブルバイト/ワードだとされている。
ついでIBM PC上のオペレーティングシステムの開発を請け負い、シアトルコンピュータプロダクツの86-DOSの権利を購入し改良、PC DOS（自社ブランドでMS-DOS）を開発。IBM PCとそれら互換機の普及とともにオペレーティングシステムの需要も伸び、現在に至る地固めを確かなものとした。86-DOSの開発者ティム・パターソンはのちにマイクロソフトに引き抜かれMS-DOSの開発メインスタッフとなる。
マイクロソフトはMS-DOSを改良するほかに各機種用のBASICやC言語・FORTRANなどのコンパイラの開発を手がける一方、Altoを参考にしたMS-DOS上で動作するGUIシステム「Windows」の開発に注力した。
またビジネス向けの表計算ソフトやワープロソフトなどを開発し、先行する他社と「買収か潰すか、どっちか」とまで言われた熾烈な競争を繰り広げ、各方面で賛否を仰ぎながらも多方面のビジネスソフトでシェアを独占するに至った。
黎明期の1970年代後半から1980年代前半には西和彦がビル・ゲイツと意気投合し、マイクロソフトの副社長を務めるなどした。このことはマイクロソフトの日本進出に大きく作用している。アスキーはMSXやAXの共同展開や日本法人設立までの日本代理店（実際は子会社のアスキーマイクロソフト株式会社が担当）を務めるなど、大きな貢献をしていた。しかし1986年にマイクロソフトが100%出資の日本法人（マイクロソフト株式会社）をアスキーから古川享や成毛眞ら一部の社員が独立する形で設立したため、提携を解消した。
OSに関しては、MS-DOSの後継として、IBMと共同でOS/2の開発を行いつつも、独自に後のWindowsにつながるOSの開発も行っていた。その後IBMと袂を分かち、IBMがOS/2を、マイクロソフトがWindowsを、それぞれ開発することとなった。Windowsは当初はMS-DOS上で動くものであったが、1995年に、WindowsとMS-DOSを一体化し、GUIを改良したWindows 95を発売した。これと並行して、デヴィッド・カトラー率いるDECの開発チームを移籍させるなどしてWindows NTを開発した。
その後もWindowsの改良を進め何度もマイナーチェンジを繰り返したほか、インターネット経由やCD-ROMなどで大量のモジュールを配布している。Windows NTによりサーバ市場への進出も果たした。2001年にはWindows XPの発売によりMS-DOS系のWindowsをWindows NT系に統合した。
また2000年代に入ると、障害者のアクセシビリティへの配慮を『企業の社会的責任』だと位置づけ、各国でマイクロソフト支援技術ベンダプログラムを展開した。
また、ゲーム機としてXboxを2001年に発売し、2005年12月にはXbox 360、2013年11月にはXbox One、2020年11月にはXbox Series X/Sを発売した。
従来とは違った分野での活躍として、フォーミュラ1への製品供給があげられる。マクラーレン・エレクトロニック・システムズと共同で、エンジンコントロールユニットを供給している。
2011年10月17日、どんな場所でもタッチスクリーンに変えてしまう新技術「OmniTouch」を公開した。同技術はマルチタッチに対応。手のひら、腕、壁、ノート、机などをタッチスクリーンとして活用することを目指している。
2013年9月3日、ノキアとノキアの携帯電話部門を54.4億ユーロ（約7,130億円）で買収することに合意したと発表。2014年4月25日、ノキアのモバイル事業について買収完了を発表した。
2015年5月11日、海底ケーブルネットワークへの投資について発表。Hibernia Networksと共同出資・敷設を協定。
2019年4月25日、史上3社目となる時価総額1兆ドル突破を記録した。
2021年3月31日、マイクロソフトは、HoloLensテクノロジーをベースにした何万台もの拡張現実ヘッドセットを米軍に提供する契約を獲得したことを発表。この契約は10年間で218億8000万ドルにもなるという。IVAS（統合視覚増強システム）準拠のARヘッドセット12万台を陸軍に納入。HoloLens2は現場将兵のニーズに合わせて機能がアップグレードされている。マイクロソフトが2018年に米軍に拡張現実テクノロジーを提供するために獲得した2年間、4億8000万ドルの契約に続く。IVASは、HoloLensの技術をベースに、クラウドサービスも活用する。
2023年1月、OpenAI傘下の営利法人OpenAI Globalにマイクロソフトが100億米ドルを出資し、同社の株式49%を取得。OpenAIの技術を採用した生成的人工知能であるCopilotを展開している。

## 製品とサービス

### ハードウェア
マウス、キーボード、ゲームパッドなどの入力機器の製造も手がけている。専用パッドを必要としない、現在の光学マウスは同社の発明であり、この発明以降、それまで一般的だったボール式マウスに代わり、光学マウスが世界の主流となった。X-Y方向の入力だけが一般的だったジョイスティックにZ軸の回転を加えた新しいジョイスティックなど、それまでの常識を覆す新製品の数々を送り込んでいる。数々のエポックメイキングをこなしていた当時のハード部門は社内ベンチャーだったが、光学マウスの成功により正式な部門に格上げとなった。
ハードウェアの最初の製品はApple II向けのZ80 SOFTCARDである。これは6502CPUを搭載したApple IIにZ80を搭載したカードを挿入するとCP/MベースのMicrosoft BASICなどを動かせるようにした商品で、一説ではシアトルコンピュータプロダクツのティム・パターソン（MS-DOSの設計者）が設計したという。
2000年、セガと入れ替わる形で、ゲーム業界への参入を発表。2001年に家庭用テレビゲーム専用機・Xboxを発売。アーケード向けにChihiroと呼ばれているXboxプラットフォーム基板がある。その後、次世代製品として2005年にXbox 360が発売された。
XboxやXbox 360の製造は、シンガポールや台湾などに本社があるEMS企業に委託している。
携帯型音楽再生端末Zuneシリーズをアメリカとカナダで販売している。また2010年には、新たにシャープとスマートフォン『KIN』シリーズを共同開発し発売した。
Windows Phoneは、かつてはWindows Mobileと呼ばれ、Pocket PCやスマートフォンに搭載されるWindows CEの発展版である。2010年に、米国をはじめいくつかの国でWindows Phoneが販売された。その後、2011年秋に行われたアップデートで多国語対応が進み、日本語版もリリースされたが、2019年12月をもってサポートが終了した。
自社製造のタブレット端末として、Surface/Surface Proの開発・販売が行われている。Surfaceは無償アップデートによりWindows RT 8.1に、またSurface Pro・Surface 3・Surface Laptopは無償アップデートによりWindows 10 ProにそれぞれOSをアップグレードできる。

### 出版物
1984年に出版部門「Microsoft Press」を設立、マイクロソフト関連製品の技術解説書を中心にコンピュータ関連書籍の出版を行っている。日本では日本進出の経緯からアスキー（現：角川アスキー総合研究所）が出版業務を担ってきたが、1998年に設立された日経BPの子会社「日経BPソフトプレス」が同年7月から出版業務を担当、現在は大半の出版物を日経BPソフトプレスが、PCゲーム関連書籍などごく一部を「KADOKAWA Game Linkage」が発行している。

## マイクロソフトとOS

### プラットフォーム非依存なバイナリフォーマットの策定
マイクロソフトは、UNIX系システムのバイナリフォーマットとして用いられてきたCOFFを改良し、Portable Executable (PE)フォーマットを策定した。特定のハードウェアやOSに依存しない点が最大の特徴である。.NET FrameworkアプリケーションやUEFIアプリケーションの実行ファイルのフォーマットとしても用いられているほか、サードパーティー製OSのカーネルやブートローダの実行ファイルとしても用いられている。

### マイクロソフトとUNIX
マイクロソフトは1980年からAT&Tのライセンスを受けて世界初の商用UNIXベンダーとしてXENIXを開発・販売していた。しかし、1987年にXENIXの所有権をSCOに移した。2003年から2010年まで続いたSCOの対Linux訴訟ではSCOに資金を提供していたが、その訴訟においてSCOは敗訴している。
また、1999年以降Windows NT系向けにServices for UNIX（SFU）を提供している。コミュニティによってこれに対応したDebian Interix PortやGentoo/Interixなどが開発されたが、多くのパッケージは対応されていない。

### マイクロソフトとオープンソース
2001年にシェアードソースを開始したが、これはオープンソースと呼べる代物ではなかった。2006年にCodePlex開始、2007年にMs-PL/Ms-RLがOSIのオープンソースライセンス認定を受けたことで、マイクロソフトのオープンソース戦略が始まった。現在までにTerrariumなどがオープンソース化されている。2009年にはCodePlex Foundationを設立した。
2008年、マイクロソフトはHyper-VのLinux統合コンポーネントを開発したが、2009年にカーネルモジュールのGPL違反が指摘されるとソースコードを公開し、Linuxカーネルのメインラインへの統合のためにLinux系のメーリングリストでの開発に参加することとなった。また、2009年にWindows 7 USB/DVD Download ToolのGPL違反が指摘されると、ソースコードをGPLで公開した。

### マイクロソフトとLinux
マイクロソフトはハロウィーン文書やGET THE FACTSキャンペーンなどのFUD戦略を行っている。
2005年にマイクロソフトがSecurity Innovationへ依頼した調査結果がノベルに反論されたあとに、2006年からノベルと提携している。なお、ノベルはUNIXの知的財産を持ってはいたが、その当時はまだSCOとの裁判中であった。
2007年にマイクロソフトはオープンソースにおける特許問題を提起し、2009年にはLinuxカーネルを使用することに特許侵害があるとしてTomTomを訴訟した。また、複数の会社に「Linuxを使用することを認める」といった内容の契約を、訴訟を背景に結ばせている。
2010年11月、アタッチメイトがノベルを買収する際に、マイクロソフトが2010年11月4日にデラウェア州で設立した有限会社CPTNホールディングスはノベルの882個の特許を4億5,000万ドルで購入した。
なお近年では「Microsoft Loves Linux」（マイクロソフトはLinuxが大好き）といった投稿を公式で行うなど、Linuxに対して融和の姿勢を見せており、事実クラウドプラットフォームであるMicrosoft AzureではOSとしてLinuxも利用できるようになっている。また、The Linux Foundationではプラチナメンバーとして参加するとともに、ソースコードの提供も行うなど、Linuxをはじめとしたオープンソースコミュニティへの貢献も積極的に行っている。
2018年4月には、IoT向けのLinuxディストリビューションであるAzure Sphereが発表された。

## 競合・提携
マイクロソフトはエンタープライズ市場とコンシューマ市場の両方に参入しており、各分野のITベンダーと競合している。
- IBM - かつてはOSなどで争い、訴訟に発展していたが、現在はクラウド分野で協業している[34][35]。
- オラクル - データベース管理システムやビジネスインテリジェンス、ERP、開発言語（Java）、クラウドサービスで競合。
- SAP - ERPやCRM、データベース管理システム、ビジネスインテリジェンスなどで競合する一方、長年協業関係にあり、2016年にはクラウド分野を含め協業範囲を拡大させている[36]。2017年12月にはマイクロソフトがSAP S/4HANA on Azureを社内業務に採用し、SAPが同社の複数のクラウドサービスの基盤としてAzureを採用することが発表された[37]。
- セールスフォース - CRMで競合。
- Google - 検索エンジンなどのオンラインサービス、ビジネス向けクラウドサービスやオフィス製品、モバイル端末およびモバイル向けOSなどで競合。
- Apple - 1997年8月に特許のクロスライセンスを結び提携。同年1億5,000万ドル分を出資し議決権のない株式を取得したが、2003年に売却している[38]。その後もさまざまな分野で提携し、一時iCloudを提供するためAzureを利用していた[39]ほか、2017年までBingをSiriの検索エンジンとして採用していた[40]。パソコンやオンラインサービスのほか、OSやオフィス製品でも競合している。
- Amazon - パブリッククラウドサービスであるAWSとMicrosoft Azureが熾烈なシェア争いを繰り広げている。
- Sony - 家庭用ゲーム機や音楽配信など、エンターテインメント分野で競合。しかしながら2019年5月17日にはクラウドゲームや半導体、AI事業などで協業することになる[41]。

## 買収企業

### Forethought.Inc
- Forethoughtは、マイクロソフトが最初に買収した会社である。この買収によって、マイクロソフトはPowerPointを得た[42]（PowerPointはForethoughtが開発したものである[42]）。
- この買収は今まで知られていなかったが、2012年にPowerPointの開発者であるロバート・ガスキンスが買収が成立した日である7月31日に「BBC News」で明かした[42]。
- Forethoughtはマイクロソフトの買収の申し出を一度断ったが、6か月の交渉の末、マイクロソフトが当初の額の3倍の1,400万ドルを提示して買収に応じた[42]。

### Hotmail
- 1997年末にマイクロソフトがHotmail社を買収し[43]、サービス名称を「HoTMaiL」から「Hotmail」という綴りに変更した。
- この買収と併せて、マイクロソフトは各国においてプロバイダ事業（MSN）も展開し、msn.comのドメイン名でWebメールを提供していたが、これも仕組みはHotmailそのものである。1999年5月6日、MSN Japanのリニューアルに伴い、MSN Hotmailの名前でページ上からも利用可能となった。

### Skype
- 2011年10月13日（現地時間）にマイクロソフトによる買収が完了し、Microsoftの新たな部門「Skype Division of Microsoft」となった[44]。
- 同年5月10日に、Skypeを85億ドルで買収するとマイクロソフトが発表した[44]。
- この買収は、米連邦政府当局が6月に、欧州連合が10月7日に承認した[44]。
- Skypeのトニー・ベイツCEOが同部門社長に就任[44]。

### Nokia
- 2013年9月2日（現地時間）に、Nokiaの携帯端末事業を買収すると発表[45]。
- Microsoftは現金37億9,000万ユーロでNokiaの全社売上高のおよそ半分を占める携帯端末事業を買収するほか、Nokiaに特許使用料として16億5,000万ユーロを支払う。また、MicrosoftはNokiaから約3万2,000人の従業員を受け入れる。
- Nokiaのスマートフォンブランド「Lumia」は残す。

### Mojang
- 2014年9月15日（現地時間）に世界で1,700万本を販売する人気ゲーム「Minecraft」開発元、Mojangを25億ドル（約2,600億円）で買収したと発表[46]。

### LinkedIn
- 2016年12月 マイクロソフトによって2011年のSkype買収に支払った85億ドルを大きく上回る262億ドルで買収された[47]。

### ゼニマックス・メディア
- 2020年9月21日（現地時間）に、The Elder ScrollsシリーズやFallout シリーズの開発元として知られるベセスダ・ソフトワークスの親会社であるゼニマックス・メディアを75億ドルで買収したと発表[48]。
- 2021年3月9日（現地時間）に、ゼニマックス・メディアの買収が正式に完了したと発表[49]。

### Clipchamp
- 2021年9月7日、Clipchamp社はマイクロソフトによって買収された[50]。同年11月2日に開催されたマイクロソフト・イグナイトにて、Clipchampを発表した[51]。その後、Windows 11 2022 Update（バージョン22H2）にて標準搭載アプリとしてClipchampが追加された[52]。

### アクティビジョン・ブリザード
- 2022年1月18日（現地時間）に、コール オブ デューティシリーズやクラッシュ・バンディクーシリーズなどの開発元として知られるアクティビジョン、ディアブロシリーズやオーバーウォッチシリーズなどの開発元として知られるブリザード・エンターテイメントの親会社であるアクティビジョン・ブリザードを687億ドル（当時の為替では約7.87兆円）で買収すると発表した[53]。
- 2023年10月13日（現地時間）に、アクティビジョン・ブリザードの買収が正式に完了したと発表[54]。

## 運動・議論・問題

### 競争環境

#### 司法・行政からの指摘
事実上の標準が一企業に集中することは、ユーザーや社会全体が不利益を被る面も存在する。
マイクロソフトは米国で反トラスト法違反として司法省に提訴された。一審では、OS会社とアプリケーション会社に2分割する是正命令が出たが、ワシントン連邦高等裁判所は一審を破棄して地方裁判所に差し戻した。現在では実質マイクロソフトの勝利の形となっている。
1998年11月20日、日本の公正取引委員会は、マイクロソフトの日本法人である「マイクロソフト株式会社」（当時）に対し、勧告審決を発した。同審決では、同社が、当時、一般消費者から人気のあった表計算ソフト「Microsoft Excel」をPC本体に登載して販売していたPC製造販売業者に対し、日本国内の競合品に押されていたワープロソフト「Microsoft Word」やスケジュール管理ソフト「Microsoft Outlook」を同梱して出荷する契約を締結した行為が、私的独占の禁止及び公正取引の確保に関する法律（日本の独占禁止法）19条が禁じる「不公正な取引方法」のうち「抱き合わせ販売」(一般指定10項)に該当するとして、当該行為が禁じられた(128-129)。
2004年3月、欧州連合の欧州委員会はマイクロソフトがWindowsの支配的地位を乱用し、欧州連合競争法に違反しているとして約4億9,720万ユーロ（当時相場約795億円）の制裁金を科す決定をした。マイクロソフトは当初これを拒否していたが、2007年10月にこれを受け入れた（マイクロソフトの欧州連合における競争法違反事件も参照のこと）。しかし、2008年2月27日、欧州委員会はその後もマイクロソフト側が十分なWindowsの基礎情報を提供していないと判断し、8億9,900万ユーロ（当時相場約1,440億円）の新たな制裁金を科すと発表した。これは発表時において欧州委員会が1社に科した制裁金の最高額である。欧州委員競争政策担当のネリー・クルスは発表に際して「（命令に）従うというだけでは十分ではない。行動で示す必要がある。欧州委員会の要求はまだ満たされていない」と発言した。
毎年、ビル・ゲイツが世界長者番付（Forbes誌）に名を連ねる一方で、マイクロソフトが全世界的にオペレーティングシステムの市場を独占し、また世界中のパソコンの新規購入費用にWindowsのライセンス費用が大抵含まれている様から、「マイクロソフト税」という揶揄する言葉が生まれた。2002年に公表された決算報告書から、Windowsの利益率が約85%であることなどが判明したところ、「ほとんど紙幣を刷っているようなものである」などと一部のメディアに揶揄される事態に至った。

#### アンチWindows運動
1999年には、Windows Refund CenterというWebサイトを中心に、LinuxやFreeBSDなどのユーザーが、「PCにプリインストールされているWindowsは使わない」として、PCの価格からWindowsのライセンス料の返金を求める運動を起きている。また、フリーソフトウェア財団（FSF）は2009年10月22日に発表されたWindows 7については、アンチWindows 7キャンペーンを展開した。FSFは、Windows Vista発表時にも同様のキャンペーンを起こしている。

#### 反Google運動
マイクロソフトは競合他社のAmazonやYahoo!などと連携し、Googleブックスによる電子書籍市場の独占化を懸念して反対運動を起こしている。事の発端は2005年、アメリカ合衆国最大・最古の著作家業界団体である全米作家協会などがGoogleを相手取り、著作権侵害で集団訴訟を起こしたことに始まる。総額1億2,500万米ドルで和解することで原告団と被告の当事者間では合意していたものの、その和解案には将来的な著作物のデジタル化ライセンス許諾が含まれていたことから、反トラスト法違反が新たに指摘された。マイクロソフトらは2009年にオープンブック連盟を組成し、この和解案に異議を唱えている。また、同和解案にはフランスやドイツ政府からも批判が寄せられ、ドイツ法務省は「被害者救済や被害拡大防止に見せかけて、著作権が有効な世界中の全書籍に対する強制執行権をGoogleに獲得させるため集団訴訟が利用されている」と、マイクロソフトらに同調する意見書を提出している。

### 技術・製品戦略
2009年6月26日には、FSFの創立者であるリチャード・ストールマンが、将来的にマイクロソフトがC#に対して特許を主張する可能性があるため、フリーのC#実装は、意識的に減らしてくべきという文章を発表した。これに対してマイクロソフトは、同社のCommunity Promiseを適用し、C#に関する特許は取得しないと発表した。
オフィススイートのフォーマットはオープンソースでODF（OpenDocument）の標準化が進められており、OpenOffice.org、StarOffice（StarSuite）、一太郎、KOfficeなど、これを採用したオフィススイート間での互換性は向上した。実際にOpenDocumentについては国内を含む各国の行政・自治体で採用の動きが強まっている。しかし、マイクロソフトがその流れに反してODFとはまったく互換性のない新規格「Open XML」を定義し、Office2007で標準フォーマットとして採用した。マイクロソフトはOpen XMLの優位性を主張しているが、GNU関連の団体は時代の流れと逆行するとしてマイクロソフトの行為をシェアの暴力と批判し、論争を呼んでいる。

### 顧客対応
2016年、マイクロソフトはWindows 10への無償アップグレードを2016年7月29日までとしていたが、アップグレードの通知メッセージが分かりにくく、誤ったまま半ば強制的にOSがアップグレードされてしまう事象が多発し、消費者団体からのクレームを受けた。また、国会でも質問主意書が発行されるなど、問題は大きく広がりを見せた。

### 社内マネジメント
2011年12月には、マイクロソフトディベロップメント社において、いわゆる「パワハラ」により解雇されたとして、裁判が発生している。
2013年11月、当時のCEOであったスティーブ・バルマーは、GEを模倣してトップダウンで導入したものの、社内外を問わず酷評されていた人事評価システム「スタックランキング」を廃止。

### セクハラ/差別問題
2019年4月、複数の女性がセクハラや差別を受けた経験を一連の電子メールで明かしたことを受けて、Microsoftの従業員グループが自社に抗議する騒動が起きている。

### 不正アクセス問題
2019年4月12日、「Outlook」一部アカウントに不正アクセス、マイクロソフトが公表。対象は「Outlook.com」や「MSN」「Hotmail」。サポート担当者用のアカウントの認証情報が盗まれ、侵入に使われたという。当初の発表を訂正し、被害に遭ったアカウントのうち6%については、侵入者がメール本文や添付ファイルも見ることができる状態だったとしている。

## 日本における展開

### 日本マイクロソフト
日本マイクロソフト株式会社（にほんマイクロソフト、英: Microsoft Japan Co., Ltd.、略称: MSJ）は、主に営業、マーケティング、サポート、社長室および法務などを担当する会社。

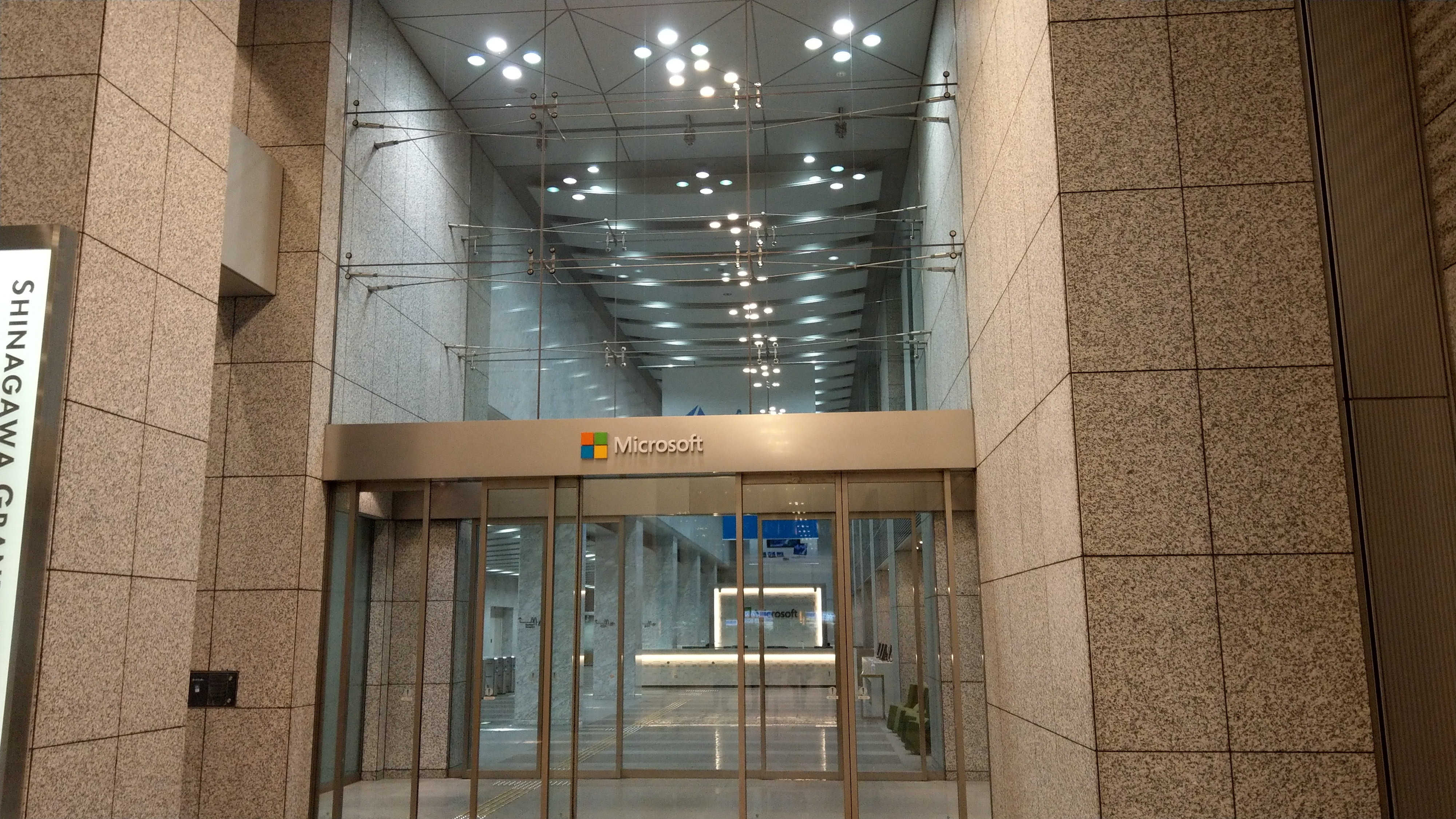
日本マイクロソフト本社玄関

以前は「マイクロソフト株式会社」という社名で、オフィスが小田急サザンタワー（本社）、朝日生命代田橋ビル、赤坂ガーデンシティ、東京オペラシティの東京都内4か所に分散していた。これを解消するため、2011年2月1日付けで、テクノロジーセンターを除く4拠点と関連会社であるファストサーチ & トランスファ株式会社が入居している千代田区の霞が関オフィス（大同生命霞が関ビル）を統合集約し、新本社オフィスとして港区港南の品川グランドセントラルタワーに移転した。同時に、社名を日本マイクロソフト株式会社に変更した。さらに東京以外の各地にも支店が置かれている。拠点を港区港南に集約した2011年時点で、日本マイクロソフト社と調布市に存在する後述のマイクロソフトディベロップメント社を統合する予定であったが、2014年から2015年にかけて、マイクロソフトディベロップメント社に属する開発系部署と、日本マイクロソフトに属するサポート系部署がいずれも港区港南に移転し、統合の準備が続けられている。
現在では、もはや非公式な通称であるが、改名前の略称はMSKK（Microsoft Kabushiki Kaishaの略）であった。
日本市場では日本オラクル・SAPジャパン・セールスフォース・ジャパン・アマゾンウェブサービスジャパン・グーグル合同会社・日本IBM・Apple Japan・日本サムスンなどの外資系企業だけでなく、東芝・富士通・日立製作所・NEC・ソニーグループ・ソフトバンクグループ・パナソニックホールディングス・楽天グループ・NTTグループ・KDDIグループ・セブンアンドアイ・ホールディングス・イオン (企業)など日系企業を含めた多くのITベンダーと競合しており、激しいシェア争いを繰り広げている。
なお、2008年以降、「コンピュータ」の表記を長音記号つきの「コンピューター」に変更した。小中学校教科書や新聞放送などの表記に従ったものであるが、業界内部では比較的珍しく、先駆となった。
| 事業所名                   | 所在地                                                    |
| -------------------------- | --------------------------------------------------------- |
| 本社                       | 東京都港区港南二丁目16番3号 品川グランドセントラルタワー  |
| 大手町テクノロジーセンター | 東京都千代田区大手町 1-1-3 大手センタービル 1階および13階 |

### マイクロソフトディベロップメント
マイクロソフトディベロップメント株式会社（英: Microsoft Development Ltd.）には、主に開発部署が所属している。日本マイクロソフト株式会社の子会社ではなく、Microsoft Corporation本社の子会社である。以前は、米Microsoft Product Development Ltd.の日本支社という位置づけだったが、2006年、会社法の改正に対応するために、日本の株式会社として改組された。
本社は、マイクロソフト調布技術センター（東京都調布市調布ヶ丘1-18-1）に置かれていたが、2014年に開発部門が日本マイクロソフト本社と同じ品川グランドセントラルタワーに移転し、2015年になってサポート部門が同様に品川に移転した。2018年5月現在、調布技術センターの表記はマイクロソフト社のウェブサイト上に存在するが、実際には機能していない。本社所在地は、2015年4月に品川本社と同じ港区港南に変更された。